# Осихино
Осихино — деревня в Большереченском районе Омской области. Входит в состав Красноярского сельского поселения.

## История
Основана в 1820 г. В 1928 г. село Осихино состояло из 100 хозяйств, основное население — русские. Центр Осихинского сельсовета Большереченского района Тарского округа Сибирского края.

## Население
| 1926 | 2002 | 2010 | 2021 |
| ---- | ---- | ---- | ---- |
| 458  | ↘146 | ↘98  | ↘49  |

Национальный состав
Согласно результатам переписи 2002 года, в национальной структуре населения русские составляли 58 %, казахи - 40%.